# Zuid-Nederland (NUTS)

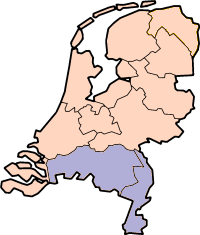
Zeeland wordt statistisch bij West-Nederland (NL3) gerekend, maar het ligt beneden de grote rivieren.

Bevolkingspiramide

Het landsdeel Zuid-Nederland (NL4) is een Nederlandse NUTS 1-regio. Behalve voor statistische doeleinden hebben deze regio's geen enkele betekenis. In de statistische context spreekt men van een landsdeel. De grootste stad van het Zuid-Nederlandse landsdeel is Eindhoven.
Deze NUTS 1-regio is weer onderverdeeld in meerdere NUTS 2-regio's, die gelijk zijn aan verschillende provincies. De NUTS 2-regio's worden op hun beurt zijn onderverdeeld in NUTS 3-regio's (COROP-gebieden).
Statistisch tot NL4 gerekend:
- Zuid-Nederland
  - Noord-Brabant ('s-Hertogenbosch)
    - West-Noord-Brabant
    - Midden-Noord-Brabant
    - Noordoost-Noord-Brabant
    - Zuidoost-Noord-Brabant

  - Limburg (Maastricht)
    - Noord-Limburg
    - Midden-Limburg
    - Zuid-Limburg

Geografisch zuidelijk, maar statistisch tot NL3 (West-Nederland) gerekend: 
- Zeeland (Middelburg)
  - Zeeuws-Vlaanderen
  - Overig Zeeland

## Trivia
'Noord-Nederland' en 'Zuid-Nederland' worden in historische context ook wel gebruikt als synoniemen van resp. de Noordelijke Nederlanden en de Zuidelijke Nederlanden. In België wordt 'Zuid-Nederlands' soms ook gebruikt als synoniem van Vlaams, waarbij 'Noord-Nederlands' verwijst naar 'Noordelijk Nederlands'. Het adjectief Zuid-Nederlands kan dus verwijzen naar:
- Geografisch: afkomstig uit het zuiden van Nederland: Noord-Brabant en Limburg
- Historisch: uit de Zuidelijke Nederlanden, ontstaan na afscheiding van de Noordelijke Nederlanden in 1581 - het huidige België, Noord-Brabant en Nederlands-Limburg.

## Grootste gemeenten in Zuid-Nederland naar inwonertal
Zuid-Nederland kent in totaal 87 gemeenten; 56 Brabantse en 31 Limburgse.
De 21 grootste gemeenten van Zuid-Nederland zijn naar inwonertal:
|    | Gemeente         | Inwoners | Provincie     |
| -- | ---------------- | -------- | ------------- |
| 1  | Eindhoven        | 246.443  | Noord-Brabant |
| 2  | Tilburg          | 229.797  | Noord-Brabant |
| 3  | Breda            | 188.217  | Noord-Brabant |
| 4  | 's-Hertogenbosch | 160.740  | Noord-Brabant |
| 5  | Maastricht       | 120.837  | Limburg       |
| 6  | Venlo            | 102.176  | Limburg       |
| 7  | Helmond          | 93.525   | Noord-Brabant |
| 8  | Sittard-Geleen   | 92.177   | Limburg       |
| 9  | Land van Cuijk   | 90.780   | Noord-Brabant |
| 10 | Heerlen          | 86.874   | Limburg       |
| 11 | Meijerijstad     | 82.672   | Noord-Brabant |
| 12 | Roosendaal       | 77.182   | Noord-Brabant |
| 13 | Bergen op Zoom   | 67.938   | Noord-Brabant |
| 14 | Roermond         | 59.142   | Limburg       |
| 15 | Maashorst        | 58.384   | Noord-Brabant |
| 16 | Altena           | 57.020   | Noord-Brabant |
| 17 | Oosterhout       | 56.596   | Noord-Brabant |
| 18 | Weert            | 50.362   | Limburg       |
| 19 | Waalwijk         | 49.325   | Noord-Brabant |
| 20 | Veldhoven        | 45.839   | Noord-Brabant |
| 21 | Kerkrade         | 45.233   | Limburg       |

## Grootste plaatsen in Zuid-Nederland naar inwonertal

### Grootste plaatsen
De 21 grootste woonplaatsen naar het aantal inwoners zijn:
|    | Gemeente         | Inwoners | Provincie     |
| -- | ---------------- | -------- | ------------- |
| 1  | Eindhoven        | 235.923  | Noord-Brabant |
| 2  | Tilburg          | 198.985  | Noord-Brabant |
| 3  | Breda            | 184.064  | Noord-Brabant |
| 4  | 's-Hertogenbosch | 155.899  | Noord-Brabant |
| 5  | Maastricht       | 120.837  | Limburg       |
| 6  | Helmond          | 92.979   | Noord-Brabant |
| 7  | Heerlen          | 86.959   | Limburg       |
| 8  | Venlo            | 68.385   | Limburg       |
| 9  | Roosendaal       | 67.200   | Noord-Brabant |
| 10 | Oss              | 58.365   | Noord-Brabant |
| 11 | Bergen op Zoom   | 53.130   | Noord-Brabant |
| 12 | Oosterhout       | 50.495   | Noord-Brabant |
| 13 | Veldhoven        | 45.650   | Noord-Brabant |
| 14 | Weert            | 44.965   | Limburg       |
| 15 | Etten-Leur       | 43.900   | Noord-Brabant |
| 16 | Roermond         | 41.957   | Limburg       |
| 17 | Kerkrade         | 40.295   | Limburg       |
| 18 | Sittard          | 37.160   | Limburg       |
| 19 | Landgraaf        | 37.072   | Limburg       |
| 20 | Uden             | 36.625   | Noord-Brabant |
| ?  | Geleen           | 31.245   | Limburg       |

| Aangrenzende regio's | Aangrenzende regio's     | Aangrenzende regio's | Aangrenzende regio's | Aangrenzende regio's |
| -------------------- | ------------------------ | -------------------- | -------------------- | -------------------- |
| West-Nederland       |                          |                      |                      | Oost-Nederland       |
|                      |                          |                      |                      |                      |
|                      | Noordrijn-Westfalen (DE) |                      |                      |                      |
|                      |                          |                      |                      |                      |
| Vlaanderen (BE)      |                          |                      |                      | Wallonië (BE)        |

Noord-Nederland (NL1) · Oost-Nederland (NL2) · West-Nederland (NL3) · Zuid-Nederland (NL4)